# 오다치 시게오

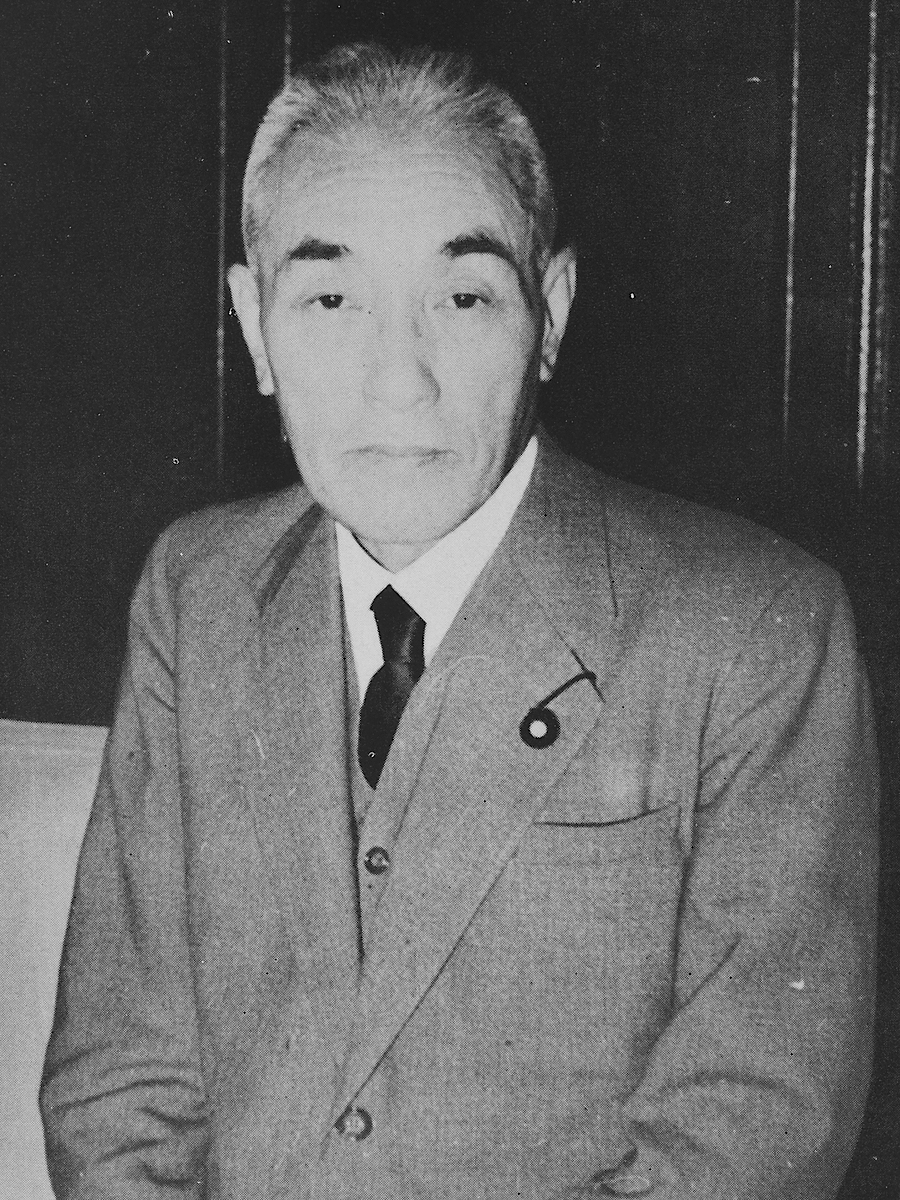
오다치 시게오

오다치 시게오(일본어: 大達 茂雄 오오다치 시게오[*], 1892년 1월 5일 ~ 1955년 9월 25일)는 일본의 내무관료이자 정치인으로, 전 내무대신·문부대신이다.
오다치는 1892년, 시마네현에서 주조업자의 아들로 태어나, 1916년에 도쿄 제국대학 법과 대학 정치학과를 졸업하고, 내무성에 들어갔다. 지방국 재무 국장을 거쳐 1932년 후쿠이현 지사가 되었으며, 만주국 법제국장, 만주국 국무원 총무청장 등을 지냈으나, 관동군과의 대립으로 자리에서 물러났다. 아베 내각, 요나이 내각의 내무차관을 맡은 후, 1942년에 쇼난특별시 (昭南特別市, 지금의 싱가포르) 시장을 지냈다.
1943년 7월, 도쿄 시와 도쿄 부를 폐지하였으며, 도쿄도를 설치 (도쿄 도제, 東京都制) 하고, 초대 도쿄 도 장관 (東京都長官) 이 되었다. 1944년 7월, 고이소 내각에 내무대신으로 들어갔다.
제2차 세계 대전 후, 고이소 내각의 각료였다는 이유로 1946년 공직에서 추방되었고, 1952년에 추방 해제되었다. 제3회 참의원 의원 통상 선거에 자유당 소속으로 시마네 선거구에 입후보해 당선되었다. 1953년, 제5차 요시다 내각이 성립되면서, 내각 조성 참모 오가타 다케토라 (緒方竹虎)의 강력한 추천에 의해 문부대신이 되었으며, 문부대신 재임 중에는 일본교직원조합의 영향력을 억제시키고자 하였다.
1955년, 위암으로 63세의 나이에 사망하였다.

## 참고 문헌
- 《新日本人物大観》（島根県版）人事調査通信社　1957年　オ…34頁